# Dicranomyia nongkodjadjarensis
Dicranomyia nongkodjadjarensis är en tvåvingeart som beskrevs av de Meijere 1913. Dicranomyia nongkodjadjarensis ingår i släktet Dicranomyia och familjen småharkrankar. Inga underarter finns listade i Catalogue of Life.